# 李渡镇 (进贤县)
李渡镇，是中华人民共和国江西省南昌市进贤县下辖的一个镇。

## 行政区划
李渡镇下辖以下地区：
万寿宫社区、红石桥社区、大道社区、鲤湖社区、益康社区、鉴良村、桂桥村、松山村、红桥村、大桥村、安阳村、北田村、坡西村、排楼村、东南村、文丰村、南溪村、柴埠村和焦石村。

## 全国重点文物保护单位
- 李渡烧酒作坊遗址

## 特产
- 李渡酒